# Муґареті
Муґареті (груз. მუგარეთი) — село в Грузії.
За даними перепису населення 2014 року в селі проживає 331 особа.